# Северный гамбит
Се́верный (да́тский, норди́ческий) гамби́т  — вариант центрального дебюта, начинающийся ходами: 

1. e2-e4 e7-e5  

2. d2-d4 e5:d4  

3. c2-c3.
Относится к открытым началам.
Белые жертвуют одну или две пешки ради быстрого развития фигур и атаки.
Несмотря на это, чёрные могут принять жертвы безопасным путём (позже в нужный момент вернув материал) или вовсе просто отказаться от гамбита, сохраняя неплохую игру.

## История дебюта
Идея дебюта происходит от известной партии по переписке Лондон — Эдинбург (1824 г.): 1. e4 e5 2. Кf3 Кc6 3. d4 ed 4. Сc4 Сc5 5. c3 Фe7 6. 0—0 dc 7. К:c3.
П. Морфи столкнулся с этим дебютом на первом шахматном конгрессе США (1857 г.), играя против А. Мика.
Швед Х. Линден регулярно играл северный гамбит с 1857 года. Позже, используя этот гамбит, он победил будущего чемпиона мира В. Стейница в Лондоне (1864).
Датский мастер М. Фром применил гамбит в международном турнире в Париже (1867 год). Фром применил его в четырех партиях, где он имел белые фигуры, и потерпел три поражения.
Идея пожертвовать лишь одну пешку (К:c3) существовала и до северного гамбита, например, в гамбите Гёринга.
Основы теории разработали шахматисты североевропейских стран (датские шахматисты Г. и В. Нильсены, П. Краузе и шведский теоретик Л. Свенониус), что определило название дебюта. По словам Г. Бёрджесса, в самой Дании гамбит называется «нордическим».
Впоследствии значительный вклад в теорию дебюта внесли М. И. Чигорин и К. Шлехтер.
Северный гамбит применялся в основном шахматистами остроатакующего стиля: А. А. Алехиным, Ф. Маршаллом, Дж Блэкберном, Ж. Мизесом и др.
В начале XX в. дебют был подробно изучен, за чёрных были разработаны удачные продолжения. В связи с этим в 1920-х годах гамбит потерял популярность.
Сегодня крайне редко встречается в турнирной практике.

## Основные варианты
Основная позиция северного гамбита возникает после 3… d4:c3 4. Cf1-c4 c3:b2 5. Cc1:b2, однако, согласно рекомендации К. Шлехтера, возвратив обе пешки путём 5…d7-d5 6. Cc4:d5 Kg8-f6 7. Cd5:f7+ Kpe8:f7 8. Фd1:d8 Cf8-b4+ 9. Фd8-d2 Cb4:d2+ 10. Kb1:d2, чёрные упрощают игру и получают равные шансы.
Чигорин о северном гамбите отзывался крайне скептически и в серьезной партии применил его только однажды: против И. С. Шумова (Петербург, 1876 г.; Чигорин рассчитывал, что Шумов будет неудачно действовать в дебюте и даст белым возможность добиться перевеса). Позже Чигорин после основных ходов применял продолжение 5... Фe7, чтобы удержать пожертвованные белыми пешки и реализовать материальный перевес.